# پیراندامین
پیراندامین(به انگلیسی: Pirandamine) (AY-23،۷۱۳) ترکیبی سه‌حلقه ای است که به عنوان یک بازدارنده انتخابی بازجذب سروتونین (SSRI) عمل می‌کند. این ماده در دهه ۱۹۷۰ به عنوان یک داروی ضد افسردگی بالقوه مورد بررسی قرار گرفت اما توسعه بالینی آن هرگز انجام نشد و در نتیجه هرگز به بازار عرضه نشد. پیراندامین از نظر ساختاری با تاندامین شباهت دارد، اما تاندامین، یک مهارکننده انتخابی بازجذب نوراپی‌نفرین است.

## سنتز

سنتز پیراندامین: